# Bob az 1984. évi téli olimpiai játékokon
Az 1984. évi téli olimpiai játékokon a bob versenyszámait  Szarajevóban rendezték meg február 10. és 18. között.

## Éremtáblázat
(Az egyes számoszlopok legmagasabb értéke, vagy értékei vastagítással kiemelve.)
| Az 1984. évi téli olimpiai játékok éremtáblázata bobban | Az 1984. évi téli olimpiai játékok éremtáblázata bobban | Az 1984. évi téli olimpiai játékok éremtáblázata bobban | Az 1984. évi téli olimpiai játékok éremtáblázata bobban | Az 1984. évi téli olimpiai játékok éremtáblázata bobban | Olimpia  |
| ------------------------------------------------------- | ------------------------------------------------------- | ------------------------------------------------------- | ------------------------------------------------------- | ------------------------------------------------------- | -------- |
|                                                         | Ország                                                  | Arany                                                   | Ezüst                                                   | Bronz                                                   | Összesen |
| 1.                                                      | NDK (GDR)                                               | 2                                                       | 2                                                       | 0                                                       | 4        |
|                                                         |                                                         |                                                         |                                                         |                                                         |          |
| 2.                                                      | Svájc (SUI)                                             | 0                                                       | 0                                                       | 1                                                       | 1        |
| 2.                                                      | Szovjetunió (URS)                                       | 0                                                       | 0                                                       | 1                                                       | 1        |
|                                                         |                                                         |                                                         |                                                         |                                                         |          |
| Összesen                                                | Összesen                                                | 2                                                       | 2                                                       | 2                                                       | 6        |

## Érmesek
| Az 1984. évi téli olimpiai játékok érmesei bobban |                                                                                       |         |                                                                           |         |                                                                                   |         |
| Versenyszám                                       | Arany                                                                                 | Arany   | Ezüst                                                                     | Ezüst   | Bronz                                                                             | Bronz   |
| Kettes                                            | NDK (GDR) · Wolfgang Hoppe · Dietmar Schauerhammer                                    | 3:25,56 | NDK (GDR) · Bernhard Lehmann · Bogdan Musiol                              | 3:26,04 | Szovjetunió (URS) · Zintis Ekmanis · Vlagyimir Alekszandrov                       | 3:26,16 |
| Négyes                                            | NDK (GDR) · Wolfgang Hoppe · Roland Wetzig · Dietmar Schauerhammer · Andreas Kirchner | 3:20,22 | NDK (GDR) · Bernhard Lehmann · Bogdan Musiol · Ingo Voge · Eberhard Weise | 3:20,78 | Svájc (SUI) · Silvio Giobellina · Heinz Stettler · Urs Salzmann · Rico Freiermuth | 3:21,39 |